# Rionegro (Antioquia)
Rionegro es un municipio de Colombia, ubicado en el departamento de Antioquia. Está localizado en el valle de San Nicolás o también llamado Altiplano del Oriente, en la subregión Oriente, siendo la ciudad con mayor población y la que concentra el movimiento económico de la subregión. Está ubicada a tan solo 35 minutos de Medellín, capital del departamento, gracias al túnel de interconexión Aburrá-Oriente. Su nombre oficial es Ciudad Santiago de Arma de Rionegro.
Rionegro es apodado Cuna de la Libertad, ya que fue una de las ciudades más importantes durante la agitada época de independencia. Además, la Constitución de 1863 fue escrita en este municipio, en la histórica Casa de la Convención, por lo que se le llama la Constitución de Rionegro. La ciudad fue declarada monumento nacional de Colombia en 1963. A pesar de ello, la arquitectura de la localidad ha cambiado y han desaparecido antiguas casonas de arquitectura colonial.
Rionegro concentra una variada oferta de bienes y servicios que le sirve no solo a los habitantes de la ciudad sino también a los de los municipios cercanos, generando una alta dinámica social, económica y laboral. Rionegro es sede del Aeropuerto Internacional José María Córdova que sirve a la ciudad de Medellín y que se conecta con esta en unos 35 minutos por medio del Túnel de Oriente.

## Toponimia
El nombre de Rionegro se remonta a 1541, cuando el teniente Miguel Angel Rincón comisionado por su capitán Jeusiño miquiño, mientras exploraba la región al oriente del Valle de Aburrá, tuvo conocimiento de la existencia de un río de aguas mansas que cruzaba la selva y que se observaba oscuro y sombrío, al que le dio el nombre de río grande por su aspecto. Más adelante, el poblado formado en el valle de este río se conoció con el nombre de San Nicolás de Rionegro. En 1783, cuando se hizo la traslación de la antigua ciudad de Arma con toda su población al Valle de San Nicolás El Magno, se solicita a la autoridad eclesiástica el traslado de la antigua imagen de la Virgen del Rosario que se veneraba en Arma, imagen que había sido donada por Magdalena Gómez de la Hortúa según su partida de defunción de 19 de octubre de 1699. Junto con la nueva población, la imagen de la Virgen de La Concepción de la Villa de Santiago de Arma, vino también el anhelado título de Ciudad y tomó el nombre de Ciudad de Santiago de Arma de Rionegro.

## Historia

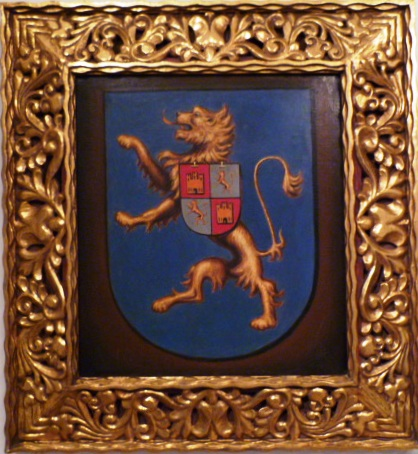
Versión heráldica del Escudo de Armas de Rionegro.

El teniente Álvaro de Mendoza, comisionado por su capitán Jorge Robledo, fue el primer europeo que descubrió el Valle del Río Negro el 2 de septiembre de 1541. Luego, el gobernador de Popayán, Sancho García del Espinar, hizo merced de tierras a Juan Daza, que se convertiría en el primer poblador foráneo del Valle. El 8 de noviembre de 1581 y de acuerdo con los rituales de las leyes de indias sentó sus reales en un terreno delimitado entre el Río Negro, la cordillera y la quebrada Chachafruto. Con el tiempo, más o menos en 1642, se levantó una capilla consagrada a San Nicolás el Magno.
La prosperidad de la población de San Nicolás motivó su autonomía, que se logró con el traslado de la Villa de Santiago de Arma, Villa que había entrado en decadencia por la escasez de aguas, el agotamiento de sus tierras y el poco producto de sus minas. Rionegro, con el traslado de Arma, heredó su nombre, sus insignias y títulos reales. Además, nombra a Nuestra Señora de la Concepción del Rosario de Arma de Rionegro "Generalísima de los ejércitos españoles en el Nuevo Reino de Granada".
El Rey Carlos III, por cédula expedida en el Palacio de San Ildefonso el 25 de septiembre de 1786, aprobó la traslación de Santiago de Arma al Valle de San Nicolás de Rionegro, con todos los privilegios, armas, títulos y le da el nombre de Ciudad Santiago de Arma de Rionegro.

### Independencia de Antioquia
Durante el siglo XVIII ocurrieron varios movimientos sociales, en los que se destacan la insurrección comunera de Guarne, originada por la implementación de las reformas fiscales promulgadas por el regente visitador Juan Francisco Gutiérrez de Piñerez. El hecho ocurrió el 17 de junio de 1781 y duró hasta el 16 de julio; en él, 300 hombres con espadas, sables, machetes y chuzos, entraron a Rionegro a exigir el cumplimiento de sus demandas.
Para consolidar su autonomía como Junta de Gobierno local frente a la Regencia española y a la autoridad de la Junta de Santa Fe, Antioquia promulgó el 11 de agosto de 1811 la Declaración de Independencia. El 21 de marzo de 1812, en la sacristía de la catedral de Rionegro (hoy museo), fue firmada y proclamada la Constitución del Estado Libre de Antioquia, y en la que participaron 19 representantes de los pueblos de Antioquia; proclamada en el púlpito del templo por el presbítero José Félix de Mejía. Esta nueva constitución le dio mayor autonomía a Antioquia y la declaró como Estado autónomo dentro de las Provincias Unidas de la Nueva Granada.
El 7 de febrero de 1813 las autoridades de Rionegro declaran la independencia de la población frente a la Corona española y la figura de Fernando VII, aún preso por los franceses. El rey quedó a un lado y Rionegro comenzó a pensar en la construcción de un nuevo orden político y social sin el amparo de la autoridad monárquica, siendo la primera ciudad de Antioquia en hacerlo. A mediados de ese año nombran a Juan del Corral dictador del Estado Libre de Antioquia dando paso a un gobierno que propició el surgimiento del periodismo a raíz del funcionamiento de la primera imprenta en Antioquia, y la fundación por parte de Francisco José de Caldas de un taller de artillería en el que se fabricó maquinaria para la Casa de la Moneda de Medellín, se fundieron cañones y fusiles para equipar los ejércitos de libertad y se formaron los jóvenes rionegreros que entrarían a conformar ejércitos; este taller funcionó en la casa de la maestranza.
El 28 de agosto de 1819 José María Córdova llegó a Rionegro y nombró a José Manuel Restrepo como jefe civil mientras el ejercía la comandancia militar. Mientras que había sido nombrado por Simón Bolívar como Gobernador, comandó el batallón de Cazadores de Antioquia y el 12 de febrero de 1820 derrotó en el Combate de Chorros Blancos al coronel español Francisco Warleta, que quería apoderarse de Bogotá y abrir un corredor estratégico desde Cartagena hasta Quito y Lima. Con este acontecimiento Córdova logró la independencia total de la provincia.

### Convención de Rionegro y Batalla de Cascajo

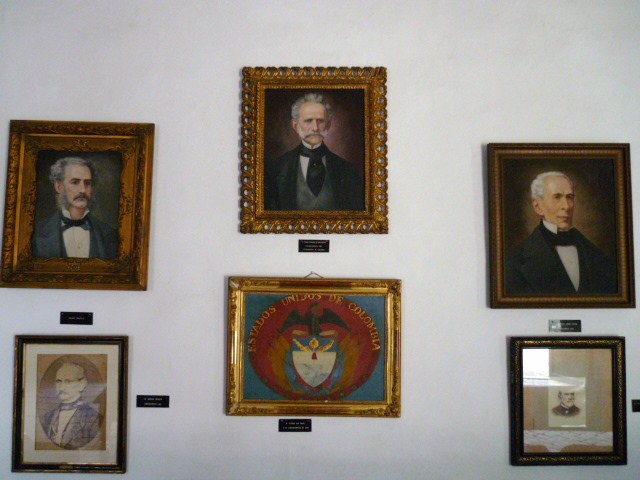
cuadro de Tomas C de Mosquera y escudo de los Estados Unidos de Colombia.

El 3 de febrero de 1863 se reunió en Rionegro la junta preparatoria de la Convención Nacional que presidió Antonio Mendoza, Gobernador del Estado de Antioquia. La Convención de Rionegro, expidió la nueva Constitución Política, instituyó la Confederación de los "Estados Unidos de Colombia", considerada como símbolo del pensamiento liberal del siglo XIX.
Producto de un gran estado de inconformidad por parte de la oposición en Antioquia, a finales de 1863, un movimiento revolucionario comandado por el general José María Gutiérrez Echeverri partió del sur el 7 de diciembre y se tomó la plaza de Abejorral. Después, el 2 de enero de 1864 el coronel Pedro Justo Berrío tomó la población de Yarumal.
Pascual Bravo, entonces presidente del Estado de Antioquia, atacó a sus contrarios en las colinas de Cascajo el 4 de enero de 1864, pero fue vencido y muerto en Marinilla. Este combate es conocido en la historia de Antioquia como la batalla de Cascajo.

### Conflicto armado colombiano
Durante el conflicto armado interno en Colombia, Rionegro se ha visto afectada de varias maneras. Así por ejemplo, entre 2002 y 2003 su cementerio acogió centenares de cuerpos de víctimas del conflicto identificados como NN. La ciudad también ha sido receptora de cientos de desplazados por el conflicto armado que han venido procedentes de otros municipios del Oriente antioqueño y de otras regiones del país. 

## División Político-Administrativa
Su cabecera municipal se encuentra dividido en las siguientes comunas:
| Comuna 1 - Liborio Mejía                    | -Belchite -El Centro -Alto del Medio -El Hospital (y todos los barrios y urbanizaciones aledañas) |
| Comuna 2 - San Antonio de Pereira           | -El Faro -San Antonio -Gualanday (y todos los barrios y urbanizaciones aledañas)                  |
| Comuna 3 - Monseñor Alfonso Uribe Jaramillo | -Cuatro Esquinas -Santa Ana (y todos los barrios y urbanizaciones aledañas)                       |
| Comuna 4 - El Porvenir                      | -El Porvenir (y todos los barrios y urbanizaciones aledañas)                                      |

### Corregimientos
Rionegro tiene bajo su jurisdicción varios centros poblados, que en conjunto con otras veredas, constituye los siguientes corregimientos:
| Corregimiento                          | Centros Poblados                         | Veredas |
| Centro - Casimiro García               | - Abreito - Alto Bonito - Barro Blanco   | Cuchillas De San José, Abreo, Chachafruto, El Carmín, Mampuesto.                                                |
| Norte - Néstor Esteban Sanínt Arbeláez | - Galicia Alta - Galicia Baja - La Mosca | Cimarronas, Galicia, La Laja, Los Pinos, Rioabajo, San Luis, Santa Bárbara.                                     |
| Occidental - José María Córdova Muñoz  | - El Tablazo                             | Tablacito, La Mosquita, La Quiebra, Aeropuerto, Playa Rica, La Convención, Yarumal.                             |
| Sur - Gilberto Echeverri Mejía         | - Cabeceras de Llanogrande - Pontezuela  | Capiro, Guayabito, Higueron, Santa Teresa, Tres Puertas, Villachuaga, Chipre, El Rosal, San Antonio, Santa Ana. |

## Geografía
El municipio de Rionegro se encuentra en la cordillera central de los Andes al oriente del departamento de Antioquia. Cuenta con un área total de 196 km², hace parte de la subregión del Valle de San Nicolás.

### Límites municipales
| Noroeste: Medellín Envigado | Norte: Guarne | Nordeste: San Vicente                     |
| Oeste: El Retiro            |               | Este: Marinilla (Ríos Negro y Cimarronas) |
| Suroeste: El Retiro         | Sur: La Ceja  | Sureste: El Carmen de Viboral             |

### Clima
La temperatura promedio en el casco urbano de Rionegro es de 18.5 °C (IDEAM 2013) y para la zona del Aeropuerto José María Córdova se tienen los siguientes registros:
| Parámetros climáticos promedio de Aeropuerto José María Córdoba, Rionegro, Antioquia, Colombia. | Parámetros climáticos promedio de Aeropuerto José María Córdoba, Rionegro, Antioquia, Colombia. | Parámetros climáticos promedio de Aeropuerto José María Córdoba, Rionegro, Antioquia, Colombia. | Parámetros climáticos promedio de Aeropuerto José María Córdoba, Rionegro, Antioquia, Colombia. | Parámetros climáticos promedio de Aeropuerto José María Córdoba, Rionegro, Antioquia, Colombia. | Parámetros climáticos promedio de Aeropuerto José María Córdoba, Rionegro, Antioquia, Colombia. | Parámetros climáticos promedio de Aeropuerto José María Córdoba, Rionegro, Antioquia, Colombia. | Parámetros climáticos promedio de Aeropuerto José María Córdoba, Rionegro, Antioquia, Colombia. | Parámetros climáticos promedio de Aeropuerto José María Córdoba, Rionegro, Antioquia, Colombia. | Parámetros climáticos promedio de Aeropuerto José María Córdoba, Rionegro, Antioquia, Colombia. | Parámetros climáticos promedio de Aeropuerto José María Córdoba, Rionegro, Antioquia, Colombia. | Parámetros climáticos promedio de Aeropuerto José María Córdoba, Rionegro, Antioquia, Colombia. | Parámetros climáticos promedio de Aeropuerto José María Córdoba, Rionegro, Antioquia, Colombia. | Parámetros climáticos promedio de Aeropuerto José María Córdoba, Rionegro, Antioquia, Colombia. |
| Mes                                                                                             | Ene.                                                                                            | Feb.                                                                                            | Mar.                                                                                            | Abr.                                                                                            | May.                                                                                            | Jun.                                                                                            | Jul.                                                                                            | Ago.                                                                                            | Sep.                                                                                            | Oct.                                                                                            | Nov.                                                                                            | Dic.                                                                                            | Anual                                                                                           |
| ----------------------------------------------------------------------------------------------- | ----------------------------------------------------------------------------------------------- | ----------------------------------------------------------------------------------------------- | ----------------------------------------------------------------------------------------------- | ----------------------------------------------------------------------------------------------- | ----------------------------------------------------------------------------------------------- | ----------------------------------------------------------------------------------------------- | ----------------------------------------------------------------------------------------------- | ----------------------------------------------------------------------------------------------- | ----------------------------------------------------------------------------------------------- | ----------------------------------------------------------------------------------------------- | ----------------------------------------------------------------------------------------------- | ----------------------------------------------------------------------------------------------- | ----------------------------------------------------------------------------------------------- |
| Temp. máx. abs. (°C)                                                                            | 28.8                                                                                            | 27.8                                                                                            | 26.8                                                                                            | 26.1                                                                                            | 27.4                                                                                            | 25.4                                                                                            | 25.6                                                                                            | 26.8                                                                                            | 25.5                                                                                            | 25.2                                                                                            | 24.5                                                                                            | 25.6                                                                                            | 28.8                                                                                            |
| Temp. máx. media (°C)                                                                           | 24.1                                                                                            | 24.7                                                                                            | 24.8                                                                                            | 24.5                                                                                            | 25.0                                                                                            | 24.2                                                                                            | 24.0                                                                                            | 24.5                                                                                            | 24.3                                                                                            | 24.0                                                                                            | 23.8                                                                                            | 23.8                                                                                            | 24.3                                                                                            |
| Temp. media (°C)                                                                                | 16.7                                                                                            | 17                                                                                              | 17                                                                                              | 17.3                                                                                            | 17.3                                                                                            | 17.4                                                                                            | 17.2                                                                                            | 17.2                                                                                            | 17                                                                                              | 16.4                                                                                            | 16.5                                                                                            | 16.6                                                                                            | 17                                                                                              |
| Temp. mín. media (°C)                                                                           | 9.6                                                                                             | 9.4                                                                                             | 9.2                                                                                             | 10                                                                                              | 10.3                                                                                            | 9.3                                                                                             | 8.0                                                                                             | 8.2                                                                                             | 9.0                                                                                             | 9.3                                                                                             | 9.2                                                                                             | 9.3                                                                                             | 9.2                                                                                             |
| Temp. mín. abs. (°C)                                                                            | 6.8                                                                                             | 6.8                                                                                             | 6.6                                                                                             | 8.0                                                                                             | 8.0                                                                                             | 7.0                                                                                             | 5.4                                                                                             | 5.4                                                                                             | 5.8                                                                                             | 6.6                                                                                             | 5.8                                                                                             | 6.4                                                                                             | 5.4                                                                                             |
| Lluvias (mm)                                                                                    | 59.5                                                                                            | 84.3                                                                                            | 122.8                                                                                           | 200.9                                                                                           | 232.1                                                                                           | 169.5                                                                                           | 132.2                                                                                           | 164.0                                                                                           | 202.5                                                                                           | 205.0                                                                                           | 169.9                                                                                           | 99.8                                                                                            | 1842.5                                                                                          |
| Días de lluvias (≥ )                                                                            | 14                                                                                              | 15                                                                                              | 17                                                                                              | 22                                                                                              | 24                                                                                              | 20                                                                                              | 17                                                                                              | 20                                                                                              | 23                                                                                              | 24                                                                                              | 22                                                                                              | 15                                                                                              | 233                                                                                             |
| Horas de sol                                                                                    | 154                                                                                             | 117.5                                                                                           | 132.3                                                                                           | 120.1                                                                                           | 164.2                                                                                           | 177.8                                                                                           | 229                                                                                             | 216.1                                                                                           | 167.2                                                                                           | 153.7                                                                                           | 127.8                                                                                           | 141.8                                                                                           | 1901.5                                                                                          |
| Fuente: Parámetros climáticos IDEAM 12 de agosto de 2018                                        |                                                                                                 |                                                                                                 |                                                                                                 |                                                                                                 |                                                                                                 |                                                                                                 |                                                                                                 |                                                                                                 |                                                                                                 |                                                                                                 |                                                                                                 |                                                                                                 |                                                                                                 |

## Demografía
De acuerdo con las cifras presentadas por el DANE del censo 2005, Rionegro cuenta con una población de 122.231 habitantes, siendo esta la sexta aglomeración urbana del Departamento de Antioquia. El municipio cuenta con una densidad poblacional de aproximadamente 466 habitantes por kilómetro cuadrado. El 48,6 % de la población son hombres y el 51,4 % mujeres. La ciudad cuenta con una tasa de analfabetismo del 5,7.1% en la población mayor de 5 años de edad.
Los servicios públicos tienen una alta cobertura, ya que un 98,7% de las viviendas cuenta con servicio de energía eléctrica, mientras que un 95,6% tiene servicio de acueducto y un 87,1% de comunicación telefónica.
Según las cifras de la Gobernación de Antioquia basadas en la encuesta de Calidad de Vida 2004 el estrato socioeconómico que predomina en Rionegro es el 3 (medio-bajo) el cual le corresponde un porcentaje del 56.1% del total de viviendas. Le sigue el estrato 2 (bajo) con el 34.5%, después está el 4 (medio) con el 5.4%, le sigue el estrato 1 (bajo-bajo) con 3.2%. Por último están los estratos 5 (medio-alto) y 6 (alto) con 0.6% y 0.1% respectivamente.
Etnografía
Según las cifras presentadas por el DANE del censo 2005, la composición etnográfica del municipio es: 
- Blancos (86.6%)
- mestizos (12.5%)
- Afrocolombianos (0.9%)

## Economía
La economía local se basa en la industria contando con grandes empresas como la Nacional de chocolates, Pintuco, Riotex, El Hospital San Vicente Fundación de Rionegro, Mundial de Servicios Logísticos e IMUSA entre otros. La agricultura también desempeña un papel importante en la economía local; las principales actividades son: floricultura y avicultura. Actualmente, el turismo es también una de las principales fuentes de ingresos de la región. También se incluye la equinocultura siendo un sector primario para el desarrollo de criaderos de caballo criollos colombianos, centros de entrenamiento y centros integrales equinos que contribuyen a un reglón importante de la economía Colombiana.
Rionegro es el centro del desarrollo empresarial del oriente antioqueño, lo que le ha valido el título de "capital" de dicha subregión. En el municipio, la agroindustria y la industria han evolucionado y son las actividades que generan más empleos. Otras actividades como la agricultura, la ganadería y el comercio tiene un gran desarrollo y se destacan, ocupando un espacio importante en la economía de Antioquia.
El acelerado crecimiento de la población, las actividades económica e industrial, la urbanización del área rural, han hecho que Rionegro inicie su transformación a una cultura de ciudad. En el pasado, rivalizó con Santa Fe de Antioquia pese a que la ciudad de Medellín se impuso ante ambas.

## Medios de comunicación
En el Municipio de Rionegro están disponibles prácticamente todos los servicios posibles de telecomunicaciones, desde teléfonos públicos, pasando por redes de telefonía móvil, redes inalámbricas de banda ancha, centros de navegación o cibercafés, comunicación IP, etc.
La principal empresa en este sector es UNE Telecomunicaciones, (bajo su marca UNE), recientemente separada de su casa matriz Empresas Públicas de Medellín (EPM); también están presentes la Empresa de Telecomunicaciones de Bogotá (ETB), CLARO y Movistar (de Telefónica).
Hay tres operadores de telefonía móvil todos con cobertura nacional y con tecnología GSM, Claro (de América Móvil), Movistar (de Telefónica), Tigo (de Millicom) y WOM (Anteriormente Avantel), también funciona en el municipio ofreciendo el servicio de trunking, el cual se hace por medio de un dispositivo híbrido entre celular y radio.
La localidad cuenta con varios canales de televisión de señal abierta, el canal regional Teleantioquia, y los cinco canales nacionales: los 3 privados Canal 1, Caracol y Canal RCN, y los 2 públicos Canal Institucional y Señal Colombia. Las empresas de televisión por suscripción ofrecen canales propios y el canal local o comunitario que difunde todo lo que pasa en el municipio Canal Acuario.
En la localidad están establecidas una gran cantidad de emisoras en AM y FM, tanto de cobertura local como nacional, de las cuales la mayoría son manejadas por Caracol Radio o RCN Radio, aunque hay otras emisoras independientes de gran sintonía, como Todelar y Super.
En Rionegro y Antioquia circulan dos importantes diarios: El Colombiano y El Mundo, ambos con una larga trayectoria en el ámbito local y regional. También circulan los periódicos El Tiempo y El Espectador ambos de tiraje nacional.

## Transporte
Rionegro cuenta con un sistema privado de buses urbanos que atiende todos los sectores del municipio, con rutas que comunican a la localidad y a Medellín, y con taxis que cubren toda el área urbana.
Además, en Rionegro se ubica el Aeropuerto Internacional José María Córdova. Cabe agregar que este aeropuerto es el segundo más importante de Colombia, a este entran vuelos tanto internacionales como nacionales. Este aeropuerto se construyó en Rionegro porque era más fácil hacer un aeropuerto nuevo que remodelar el aeropuerto Olaya Herrera en Medellín, de esta forma se decidió que en el valle de San Nicolás se construyera este aeropuerto.
Rionegro cuenta con una serie de vías que la comunican con el oriente antioqueño y el departamento. Se destacan la Autopista Medellín-Bogotá, La Vía las Palmas y la vía Santa Elena. También tiene conexión directa con los municipios de El Carmen, La Ceja, El Retiro y Marinilla con la vía del tranvía que conecta con la Autopista Medellín-Bogotá. Además de varias vías en doble calzada que atraviesan el municipio mejorando la movilidad en su interior: Vía Juan de Dios Morales y El sistema vial del río.

## Cultura

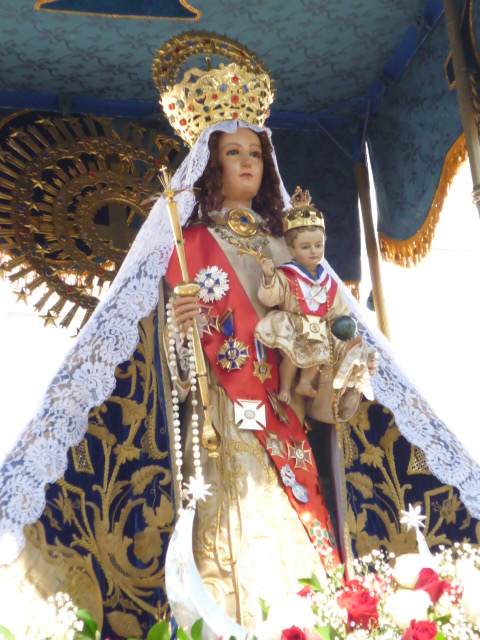
Nuestra Señora de la Concepción del Rosario de Arma de Rionegro patrona y reina de la ciudad y de la Diócesis de Sonsón Rionegro, llamada Generalísima de los Ejércitos de Colombia. Esta imagen data del siendo de las más antiguas de América.

### Sitios de interés, festividades y eventos
Aquí resalta su centro histórico, el cual se declaró patrimonio nacional en 1963. En la plaza principal encontramos la escultura ecuestre de José María Córdova realizada por el maestro Rodrigo Arenas Betancourt. En el sótano de la plaza se encuentra el Museo de Artes de Rionegro (por sus siglas MAR), en la Concatedral de San Nicolás el Magno se encuentra el Museo de Arte Religioso, también son relevantes el Museo de la Convención y el Museo Galería ASDI. 

### Símbolos
Escudo
El Escudo de Rionegro inicialmente perteneció a la ciudad de Arma, que al igual que las ciudades Santa María la Antigua del Darién, Cartagena de Indias, El Socorro y Mariquita, había adquirido sus titulaciones heráldicas de conformidad con lo determinado por el Rey Felipe II, el 20 de marzo de 1596 en el Real Palacio de Aranjuez. Con ello se había premiado los méritos y las glorias de la legendaria Ciudad y Villa de Santiago de Arma de Rionegro, que hoy hereda Rionegro de conformidad con lo determinado por Carlos III, al promulgar la Real Cédula de traslación oficial.
El escudo presenta un marco de oro en el cual se lee la inscripción "Rionegro Ciudad Santiago de Arma"; en un fondo azul sobresale un león linguado y rampante en posición de ataque de color del oro que simboliza hidalguía, el honor y la gloria. Del cuello del león pende el escudo de armas de Castilla y León, es un escudo cuartelado en cruz o contracuartelado. El primer y cuarto cuarteles: sobre campo de gules, un castillo de oro almenado de tres almenas, mamposteado de sable y clarado de azur. El segundo y tercer cuarteles: sobre campo de plata, un león rampante de púrpura, linguado y armado de gules, y coronado de oro. (Adoptado ya que el original fue destruido en 1825).
Himno
El Concejo Municipal mediante Acuerdo N.º 050 del 17 de diciembre de 1981, adoptó como himno oficial el compuesto por el poeta Hernando Montoya Montoya y con la música del maestro Luis Emilio Gallego Barco.

### Deporte

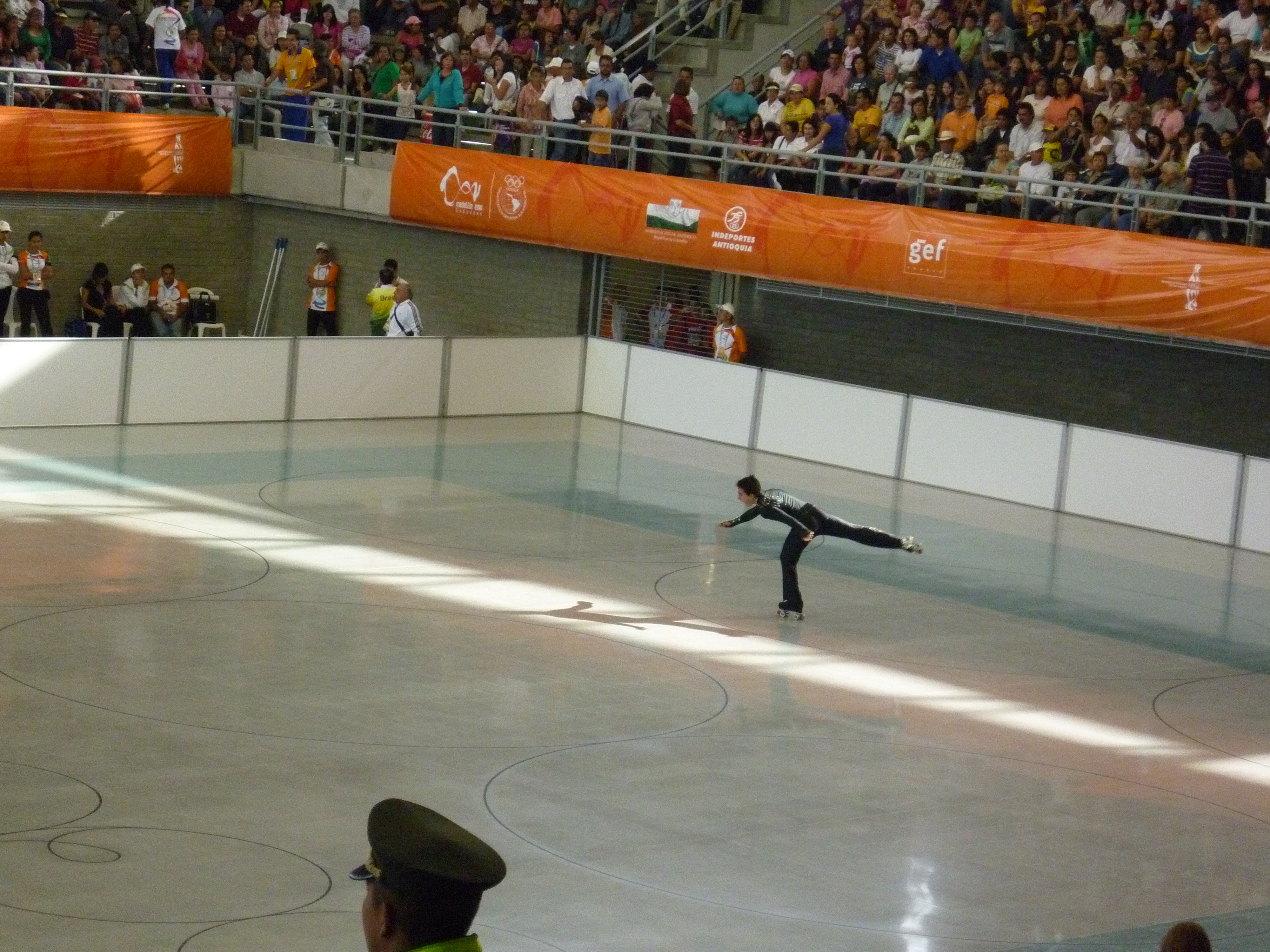
Juegos Suramericanos de 2010, subsede Rionegro.

En el municipio se encuentra el Estadio Alberto Grisales, donde juega actualmente el Rionegro Águilas F.C, que participó en la Categoría Primera A por primera vez en 2011. Allí jugaba como local el Deportivo Rionegro antes de su traslado a Bello y su posterior cambio de nombre a Leones F.C., que compitió en 2018 en la Liga Águila, primera división del fútbol profesional colombiano, siendo descendido de nuevo a la Primera B del FPC.
Al frente del estadio se encuentra el Coliseo Iván Ramiro Córdoba donde los equipos de Futsal, Rionegro Futsal y Futsal Rionegro Águilas juegan sus partidos como local en la Liga Argos. También fue subsede de los Juegos Suramericanos de 2010, con una capacidad aproximada de 4500 espectadores.
Detrás se encuentra la pista de bicicrós, cerca de esta unidad deportiva se ubica un patinódromo. La ciudad también cuenta con la piscina olímpica los comuneros ubicada en el barrio el porvenir y con el Coliseo Rubén Darío Quintero Villada en el sector de Laureles, varias placas polideportivas y gimnasios al aire libre en diferentes barrios de la ciudad. Rionegro también ha sido sede de otros eventos como el mundial de patinaje Guarne 2010, el campeonato nacional de patinaje artístico y algunas carreras que se realizan en la doble calzada Juan de Dios Morales.
También destacados deportistas como lo son el defensa Central Iván Ramiro Córdoba y el volante Vladimir Marín.